# عینیت
عینیت یا شی‌گرایی (به انگلیسی: Objectivity)، در علم تلاشی است برای کشف حقایق دربارهٔ جهان طبیعی با حذف سوگیری‌های شخصی، احساسات و باورهای نادرست. اغلب با مشاهده به عنوان بخشی از روش علمی مرتبط است؛ بنابراین، ارتباط نزدیکی با هدف آزمون‌پذیری و تکرارپذیری دارد. برای اینکه نتایج اندازه‌گیری عینی در نظر گرفته شود، باید از فردی به فرد دیگر منتقل شود و سپس برای شخص ثالث به عنوان پیشرفت در درک واقعیت جمعی از جهان اثبات شود (demonstrated). چنین دانش قابل اثباتی معمولاً توانایی قابل پیش‌بینی بودن یا فناوری را می‌بخشد.

## عینیت در اندازه‌گیری
یکی دیگر از جنبه‌های روش‌شناختی، پرهیز از سوگیری است که می‌تواند شامل سوگیری شناختی، سوگیری فرهنگی یا سوگیری نمونه‌گیری باشد. روش‌های پرهیز یا غلبه بر چنین سوگیری‌هایی شامل نمونه‌گیری تصادفی و آزمایش‌های دوسوکور است. با این حال، عینیت در اندازه‌گیری می‌تواند در شرایط خاصی دست‌نیافتنی باشد. حتی کمی‌ترین علوم اجتماعی مانند اقتصاد، معیارهایی را به کار می‌گیرند که سازه‌هایی هستند (برای استفاده از اصطلاحی که پی‌یر دوهم ابداع کرده‌است).